# Uľanka
Uľanka (niem. Ulmannsdorf, węg. Olmányfalva) – dawniej samodzielna wieś, od 1979 r. dzielnica Bańskiej Bystrzycy w środkowej Słowacji.

## Położenie
Leży ok. 7 km na północny zachód od Bańskiej Bystrzycy, w dolinie rzeki Bystrica, która tworzy tu granicę między Górami Kremnickimi a Starohorskimi Wierchami. Przez Uľankę przebiega linia kolejowa nr 170 Zwoleń – Vrútky, a także droga krajowa nr I/59 (z Bańskiej Bystrzycy do Rużomberku), od której w górnej części odgałęzia się droga krajowa nr I/14 (do Dolnej Štubni w Kotlinie Turczańskiej).

## Historia
Powstała jeszcze w średniowieczu w czasach intensywnego rozwoju górnictwa rud metali w rejonie Bańskiej Bystrzycy. Jako górnicza osada była wzmiankowana już w XV w. Należała początkowo do przedsiębiorców górniczych z Bańskiej Bystrzycy, następnie od przełomu XV/XVI w. do trudniącego się również górnictwem i hutnictwem bogatego rodu Turzonów, a od roku 1546 do 1848 do cesarskiej komory górniczej. 
Wydobycie rud miedzi i żelaza z pokładów, nawiązujących do złóż rud w pobliskich dużych ośrodkach górniczych Španiej Doliny i Starých Hor, trwało do połowy XIX wieku. Koncentrowało się na terenach, położonych już w dolinie Starohorskiego potoku, na wschód od obecnej stacji kolejowej Uľanka. Do dziś na terenach u podnóży masywu Suchego vrchu (884 m) zachowały się zawalone wejścia sztolni, zarośnięte hałdy skały płonnej, szyby i pingi (okrągłe, przeważnie w kształcie lejka, pozostałości po małych kopalniach odkrywkowych).
Po zakończeniu działalności górniczej mieszkańcy zajmowali się hodowlą, pracowali w miejscowym tartaku parowym, w papierni w sąsiednim Harmancu, a z czasem nawet w odległych zakładach metalurgicznych w Podbrezovej. W 1979 r. wieś przyłączono do Bańskiej Bystrzycy.